# Club philatélique franco-britannique
Le Club philatélique franco-britannique est une association française réunissant des collectionneurs de timbres-poste du Royaume-Uni, d'Irlande, de pays du Commonwealth et des États-Unis. Son siège se trouve à Boulogne-Billancourt.
Le club est affilié à l'Association of British Philatelic Societies au Royaume-Uni et à la Fédération française des associations philatéliques en France.
Il publie :
- Britannica, une revue trimestrielle,
- des études sur l'histoire postale du domaine britannique et américain,
- dont une étude des timbres britanniques au type Machin réalisée par François Boulangier. Elle est une des références principales en langue française sur cette émission d'usage courant.